# Anne Frasierová
Anne Frasierová, vlastním jménem Theresa Weirová (* 1954 Burlington, Iowa) je americká spisovatelka. Je autorkou románů, povídek, sbírek básní a memoárů. Její knihy byly přeloženy do více než dvaceti jazyků. Je držitelkou ocenění RITA Award v kategorii romance s napětím a Dauphne du Maurier Award za paranormální knihu.

## Život a dílo
Vystudovala Artesia High School, Nové Mexiko. Po střední škole pracovala v mnoha dělnických profesích. První knihy napsala pod jménem Theresa Weirová. V roce 1988 získala cenu Romantic Times pro nejlepšího spisovatele romantického románu za dílo Amazon Lily. V roce 1999 za román Cool Shade získala cenu RITA a za román Bad Karma cenu Daphne du Maurier. V roce 2011 vyšla kniha memoárů The Orchard, která se stala nejlepší knihou knihovníků roku 2011, o rok později vyšly její paměti The Man Who Left, které se staly bestsellerem The New York Times. Thriller Nejsem mrtvá (The Body Reader) vydala roku 2016 pod jménem Anne Frasierová a obdržel ocenění International Thriller Writers Award za rok 2017 v kategorii nejlepší původní paperback. V roce 2018 vyšla kniha Nejsem živá (The Body Counter), o rok později kniha Nejsem z ledu (The Body Keeper) a v roce 2020 Najdi mě (Find Me).